# 2008年阿薩姆爆炸案
2008年阿薩姆爆炸案是2008年10月30日中午前發生於印度阿薩姆邦古瓦哈提與週邊城鎮（巴爾佩塔羅阿德、邦格艾加奧恩與科克拉賈爾）的一連串爆炸案，共造成81人喪生（古瓦哈提45人、巴爾佩塔羅阿德15人、科克拉賈爾21人）與近500人受傷，炸藥共有18枚，種類為黑索金（RDX）與C4炸藥等塑性炸藥，多安置在汽車中。
案發後憤怒的群眾上街抗議，與警方發生衝突，古瓦哈提等城市實施宵禁；阿薩姆當地的電話線路雍塞而幾乎中斷；救治傷患的古瓦哈提醫學大學醫院一度缺血。印度政府調查顯示此案兇手可能為當地武裝組織波多兰民族民主阵线（NDFB）。